# Derrière l'épaule

Derrière l'épaule est une autobiographie de Françoise Sagan publiée en 1998. Après avoir relu chacun de ses romans (de Bonjour tristesse paru en 1954 à Un chagrin de passage publié en 1993), l'auteur parle des circonstances de leur écriture, indique leurs qualités et leurs défauts, évoque l'accueil réservé par le public et la critique, ainsi que les événements de sa vie et les personnes qui y sont liés.

## Éditions
- Derrière l'épaule, Paris, Plon, 1998, 233 p.[1]
- Derrière l'épaule, Paris, Pocket (collection : Presses Pocket), 2000, 233 p.
- Derrière l'épaule, Paris, Stock (collection : La Bleue), 2021, 199 p.[2]